# لاك بوشيت (كيبك)
لاك بوشيت (بالإنجليزية: Lac-Bouchette, Quebec)‏ هي بلدية محلية في كيبيك تقع في كندا في Le Domaine-du-Roy Regional County Municipality. يقدر عدد سكانها بـ 1,174 نسمة ومساحتها 972.20 كم2 .